# 伊万·科瓦廖夫
伊万·弗拉基米罗维奇·科瓦廖夫（俄语：Иван Владимирович Ковалёв，1901年6月15日—1993年5月28日）苏联政治家、最高苏维埃代表、苏联交通人民委员会委员、中长铁路苏方负责人。曾担任苏联顾问和专家代表团团长。

## 生平
1919年3月，科瓦廖夫加入红军。1948年-1950年为中国共产党中央委员会首席顾问、联共 (布)驻中共中央代表，领导苏共派往中共的军事专家。1949年7月，科瓦廖夫陪同刘少奇秘密访问苏联。同年，科瓦廖夫曾给斯大林通过电报发送了一份绝密的密码报告，他在报告中对当时的中国共产党进行了“诬蔑”，指出了当时中共内部潜在的派别。同年时任中共领导人毛泽东前往苏联会见斯大林时，该报告被斯大林交给了毛泽东，使得有倾苏意向的高岗被暴露，为后来高岗倒台埋下伏笔。1949年底，毛泽东前往苏联，科瓦廖夫陪同回到苏联后，苏联顾问和专家代表团团长转由伊万·瓦西里耶维奇·阿尔希波夫担任。